# Rajd Safari 1991
Rajd Safari (39. Martini Safari Rally) – 39 Rajd Safari rozgrywany w Kenii w dniach 27 marca-1 kwietnia. Była to czwarta runda Rajdowych mistrzostw świata w roku 1991. Rajd został rozegrany na nawierzchni szutrowej. Bazą rajdu było miasto Nairobi. 

## Wyniki końcowe rajdu[1]
| Msc. | Kierowca          | Pilot            | Samochód                   | Czas     | Strata   | Grupa | Punkty |
| ---- | ----------------- | ---------------- | -------------------------- | -------- | -------- | ----- | ------ |
| 1    | Juha Kankkunen    | Juha Piironen    | Lancia Delta Integrale 16V | 2:07.10  | 0.0      | A8    | 20     |
| 2.   | Mikael Ericsson   | Claes Billstam   | Toyota Celica GT-Four      | 2:33.34  | +26.24   | A8    | 15     |
| 3.   | Jorge Recalde     | Martin Christie  | Lancia Delta Integrale 16V | 2:46.13  | +39.03   | A8    | 12     |
| 4.   | Björn Waldegård   | Fred Gallagher   | Toyota Celica GT-Four      | 3:56.08  | +1:48.58 | A8    | 10     |
| 5.   | Stig Blomqvist    | Benny Melander   | Nissan Sunny GTI-R         | 5:17.24  | +3:10.14 | A8    | 8      |
| 6.   | Ian Duncan        | David Williamson | Subaru Legacy RS           | 5:47.32  | +3:40.22 | A8    | 6      |
| 7.   | Mike Kirkland     | Surinder Thatthi | Nissan Sunny GTI-R         | 6:04.35  | +3:57.25 | A8    | 4      |
| 8.   | Kenjiro Shinozuka | John Meadows     | Mitsubishi Galant VR-4     | 7:42.35  | +5:35.25 | A8    | 3      |
| 9.   | Guy Jack          | Des Page-Morris  | Daihatsu Charade GTXX      | 9:57.34  | +7:50.24 | A7    | 2      |
| 10.  | Steve Anthony     | Phil Valentine   | Daihatsu Charade 1.3i      | 10:22.20 | +8:15.10 | A5    | 1      |

## Klasyfikacja po 4 rundach
Tabele przedstawiają tylko pięć pierwszych miejsc.

### Kierowcy
| Lp. | Kierowca         | Pkt |
| --- | ---------------- | --- |
| 1   | Carlos Sainz     | 40  |
| 2   | Juha Kankkunen   | 38  |
| 3   | Massimo Biasion  | 27  |
| 4   | Kenneth Eriksson | 20  |
| 5   | Markku Alén      | 20  |

### Producenci
| Lp. | Producent | Pkt |
| --- | --------- | --- |
| 1   | Toyota    | 57  |
| 2   | Lancia    | 54  |
| 3   | Subaru    | 18  |
| 4   | Ford      | 14  |
| 5   | Nissan    | 10  |